# Jordi Rubio
Jordi Rubio Gómez (Andorra la Vella, 1º novembre 1987) è un calciatore andorrano, difensore dell'FC Santa Coloma e della nazionale andorrana.

## Carriera

### Club
Ha giocato nella prima divisione andorrana.

### Nazionale
Nel 2006 ha esordito con la nazionale andorrana, subentrando dalla panchina in un incontro amichevole perso per 3-1 in casa contro la Lituania.

## Statistiche

### Cronologia presenze e reti in nazionale
| Cronologia completa delle presenze e delle reti in nazionale ― Andorra | Cronologia completa delle presenze e delle reti in nazionale ― Andorra | Cronologia completa delle presenze e delle reti in nazionale ― Andorra | Cronologia completa delle presenze e delle reti in nazionale ― Andorra | Cronologia completa delle presenze e delle reti in nazionale ― Andorra | Cronologia completa delle presenze e delle reti in nazionale ― Andorra | Cronologia completa delle presenze e delle reti in nazionale ― Andorra | Cronologia completa delle presenze e delle reti in nazionale ― Andorra |
| Data                                                                   | Città                                                                  | In casa                                                                | Risultato                                                              | Ospiti                                                                 | Competizione                                                           | Reti                                                                   | Note                                                                   |
| ---------------------------------------------------------------------- | ---------------------------------------------------------------------- | ---------------------------------------------------------------------- | ---------------------------------------------------------------------- | ---------------------------------------------------------------------- | ---------------------------------------------------------------------- | ---------------------------------------------------------------------- | ---------------------------------------------------------------------- |
| 16-8-2006                                                              | Minsk                                                                  | Andorra                                                                | 1 – 3                                                                  | Lituania                                                               | Amichevole                                                             | -                                                                      | 53’ 55’                                                                |
| 7-10-2006                                                              | Zagabria                                                               | Croazia                                                                | 7 – 0                                                                  | Andorra                                                                | Qual. Euro 2008                                                        | -                                                                      |                                                                        |
| 11-10-2006                                                             | Andorra la Vella                                                       | Andorra                                                                | 0 – 3                                                                  | Macedonia del Nord                                                     | Qual. Euro 2008                                                        | -                                                                      |                                                                        |
| 7-2-2007                                                               | Andorra la Vella                                                       | Andorra                                                                | 0 – 0                                                                  | Armenia                                                                | Amichevole                                                             | -                                                                      | 66’                                                                    |
| 17-11-2007                                                             | Andorra la Vella                                                       | Andorra                                                                | 0 – 2                                                                  | Estonia                                                                | Qual. Euro 2008                                                        | -                                                                      |                                                                        |
| 11-2-2009                                                              | Albufeira                                                              | Andorra                                                                | 1 – 3                                                                  | Lituania                                                               | Amichevole                                                             | -                                                                      |                                                                        |
| 10-6-2009                                                              | Londra                                                                 | Inghilterra                                                            | 6 – 0                                                                  | Andorra                                                                | Qual. Mondiali 2010                                                    | -                                                                      | 89’                                                                    |
| 29-5-2010                                                              | Reykjavík                                                              | Islanda                                                                | 4 – 0                                                                  | Andorra                                                                | Amichevole                                                             | -                                                                      | 52’                                                                    |
| 2-6-2010                                                               | Tirana                                                                 | Albania                                                                | 1 – 0                                                                  | Andorra                                                                | Amichevole                                                             | -                                                                      | 57’                                                                    |
| 11-8-2010                                                              | Larnaca                                                                | Cipro                                                                  | 1 – 0                                                                  | Andorra                                                                | Amichevole                                                             | -                                                                      |                                                                        |
| 3-9-2010                                                               | Andorra la Vella                                                       | Andorra                                                                | 0 – 2                                                                  | Russia                                                                 | Qual. Euro 2012                                                        | -                                                                      | 57’                                                                    |
| 12-10-2010                                                             | Erevan                                                                 | Armenia                                                                | 4 – 0                                                                  | Andorra                                                                | Qual. Euro 2012                                                        | -                                                                      | 87’                                                                    |
| 9-2-2011                                                               | Lagos                                                                  | Andorra                                                                | 1 – 2                                                                  | Moldavia                                                               | Amichevole                                                             | -                                                                      | 60’                                                                    |
| 26-3-2011                                                              | Andorra la Vella                                                       | Andorra                                                                | 0 – 1                                                                  | Slovacchia                                                             | Qual. Euro 2012                                                        | -                                                                      |                                                                        |
| 4-6-2011                                                               | Trnava                                                                 | Slovacchia                                                             | 1 – 0                                                                  | Andorra                                                                | Qual. Euro 2012                                                        | -                                                                      |                                                                        |
| 2-9-2011                                                               | Andorra la Vella                                                       | Andorra                                                                | 0 – 3                                                                  | Armenia                                                                | Qual. Euro 2012                                                        | -                                                                      |                                                                        |
| 6-9-2011                                                               | Skopje                                                                 | Macedonia del Nord                                                     | 1 – 0                                                                  | Andorra                                                                | Qual. Euro 2012                                                        | -                                                                      | 17’ 26’                                                                |
| 14-11-2012                                                             | Andorra la Vella                                                       | Andorra                                                                | 0 – 2                                                                  | Islanda                                                                | Amichevole                                                             | -                                                                      | 55’                                                                    |
| 5-3-2014                                                               | Andorra la Vella                                                       | Andorra                                                                | 0 – 3                                                                  | Moldavia                                                               | Amichevole                                                             | -                                                                      | 59’                                                                    |
| 26-3-2014                                                              | Alzira                                                                 | Andorra                                                                | 0 – 1                                                                  | Indonesia                                                              | Amichevole                                                             | -                                                                      | 74’                                                                    |
| 9-9-2014                                                               | Andorra la Vella                                                       | Andorra                                                                | 1 – 2                                                                  | Galles                                                                 | Qual. Euro 2016                                                        | -                                                                      |                                                                        |
| 10-10-2014                                                             | Bruxelles                                                              | Belgio                                                                 | 6 – 0                                                                  | Andorra                                                                | Qual. Euro 2016                                                        | -                                                                      | 61’                                                                    |
| 13-10-2014                                                             | Andorra la Vella                                                       | Andorra                                                                | 1 – 4                                                                  | Israele                                                                | Qual. Euro 2016                                                        | -                                                                      | 45’ 70’                                                                |
| 16-11-2014                                                             | Nicosia                                                                | Cipro                                                                  | 5 – 0                                                                  | Andorra                                                                | Qual. Euro 2016                                                        | -                                                                      | 73’                                                                    |
| 28-3-2015                                                              | Andorra la Vella                                                       | Andorra                                                                | 0 – 3                                                                  | Bosnia ed Erzegovina                                                   | Qual. Euro 2016                                                        | -                                                                      | 85’                                                                    |
| 6-6-2015                                                               | Andorra la Vella                                                       | Andorra                                                                | 0 – 1                                                                  | Guinea Equatoriale                                                     | Amichevole                                                             | -                                                                      | 67’                                                                    |
| 12-6-2015                                                              | Andorra la Vella                                                       | Andorra                                                                | 1 – 3                                                                  | Cipro                                                                  | Qual. Euro 2016                                                        | -                                                                      | 6’                                                                     |
| 3-9-2015                                                               | Haifa                                                                  | Israele                                                                | 4 – 0                                                                  | Andorra                                                                | Qual. Euro 2016                                                        | -                                                                      | 72’ 88’                                                                |
| 10-10-2015                                                             | Andorra la Vella                                                       | Andorra                                                                | 1 – 4                                                                  | Belgio                                                                 | Qual. Euro 2016                                                        | -                                                                      |                                                                        |
| 13-10-2015                                                             | Cardiff                                                                | Galles                                                                 | 2 – 0                                                                  | Andorra                                                                | Qual. Euro 2016                                                        | -                                                                      |                                                                        |
| 12-11-2015                                                             | Andorra la Vella                                                       | Andorra                                                                | 0 – 1                                                                  | Saint Kitts e Nevis                                                    | Amichevole                                                             | -                                                                      |                                                                        |
| 26-5-2016                                                              | Bad Erlach                                                             | Azerbaigian                                                            | 0 – 0                                                                  | Andorra                                                                | Amichevole                                                             | -                                                                      | 89’                                                                    |
| 1-6-2016                                                               | Tallinn                                                                | Estonia                                                                | 2 – 0                                                                  | Andorra                                                                | Amichevole                                                             | -                                                                      |                                                                        |
| 6-9-2016                                                               | Andorra la Vella                                                       | Andorra                                                                | 0 – 1                                                                  | Lettonia                                                               | Qual. Mondiali 2018                                                    | -                                                                      | 11’                                                                    |
| 7-10-2016                                                              | Aveiro                                                                 | Portogallo                                                             | 6 – 0                                                                  | Andorra                                                                | Qual. Mondiali 2018                                                    | -                                                                      | 53’, 62’                                                               |
| 25-3-2017                                                              | Andorra la Vella                                                       | Andorra                                                                | 0 – 0                                                                  | Fær Øer                                                                | Qual. Mondiali 2018                                                    | -                                                                      | 11’ 77’                                                                |
| 16-8-2017                                                              | Burton-upon-Trent                                                      | Andorra                                                                | 0 – 1                                                                  | Qatar                                                                  | Amichevole                                                             | -                                                                      | 45’                                                                    |
| 31-8-2017                                                              | San Gallo                                                              | Svizzera                                                               | 3 – 0                                                                  | Andorra                                                                | Qual. Mondiali 2018                                                    | -                                                                      |                                                                        |
| 3-9-2017                                                               | Tórshavn                                                               | Fær Øer                                                                | 1 – 0                                                                  | Andorra                                                                | Qual. Mondiali 2018                                                    | -                                                                      | 12’ 69’                                                                |
| 21-3-2018                                                              | La Línea de la Concepción                                              | Liechtenstein                                                          | 0 – 1                                                                  | Andorra                                                                | Amichevole                                                             | -                                                                      | 71’                                                                    |
| 3-6-2018                                                               | Cova da Piedade                                                        | Andorra                                                                | 2 – 4                                                                  | Capo Verde                                                             | Amichevole                                                             | -                                                                      | 90’                                                                    |
| 10-9-2018                                                              | Andorra la Vella                                                       | Andorra                                                                | 1 – 1                                                                  | Kazakistan                                                             | UEFA Nations League 2018-2019 - 1º turno                               | -                                                                      | 83’                                                                    |
| 13-10-2018                                                             | Tbilisi                                                                | Georgia                                                                | 3 – 0                                                                  | Andorra                                                                | UEFA Nations League 2018-2019 - 1º turno                               | -                                                                      | 88’                                                                    |
| 15-11-2018                                                             | Andorra la Vella                                                       | Andorra                                                                | 1 – 1                                                                  | Georgia                                                                | UEFA Nations League 2018-2019 - 1º turno                               | -                                                                      | 88’                                                                    |
| 11-6-2019                                                              | Andorra la Vella                                                       | Andorra                                                                | 0 – 4                                                                  | Francia                                                                | Qual. Euro 2020                                                        | -                                                                      | 58’                                                                    |
| 10-9-2019                                                              | Saint-Denis                                                            | Francia                                                                | 3 – 0                                                                  | Andorra                                                                | Qual. Euro 2020                                                        | -                                                                      | 80’                                                                    |
| 17-11-2019                                                             | Andorra la Vella                                                       | Andorra                                                                | 0 – 2                                                                  | Turchia                                                                | Qual. Euro 2020                                                        | -                                                                      | 85’                                                                    |
| 7-10-2020                                                              | Andorra la Vella                                                       | Andorra                                                                | 1 – 2                                                                  | Capo Verde                                                             | Amichevole                                                             | -                                                                      |                                                                        |
| 10-10-2020                                                             | Andorra la Vella                                                       | Andorra                                                                | 0 – 0                                                                  | Malta                                                                  | UEFA Nations League 2020-2021 - 1º Turno                               | -                                                                      |                                                                        |
| 13-10-2020                                                             | Tórshavn                                                               | Fær Øer                                                                | 2 – 0                                                                  | Andorra                                                                | UEFA Nations League 2020-2021 - 1º Turno                               | -                                                                      | 71’                                                                    |
| 11-11-2020                                                             | Lisbona                                                                | Portogallo                                                             | 7 – 0                                                                  | Andorra                                                                | Amichevole                                                             | -                                                                      |                                                                        |
| 17-11-2020                                                             | Andorra la Vella                                                       | Andorra                                                                | 0 – 5                                                                  | Lettonia                                                               | UEFA Nations League 2020-2021 - 1º Turno                               | -                                                                      | 66’                                                                    |
| 2-9-2021                                                               | Andorra la Vella                                                       | Andorra                                                                | 2 – 0                                                                  | San Marino                                                             | Qual. Mondiali 2022                                                    | -                                                                      | 86’                                                                    |
| 5-9-2021                                                               | Londra                                                                 | Inghilterra                                                            | 4 – 0                                                                  | Andorra                                                                | Qual. Mondiali 2022                                                    | -                                                                      | 64’ 74’                                                                |
| 9-10-2021                                                              | Andorra la Vella                                                       | Andorra                                                                | 0 – 5                                                                  | Inghilterra                                                            | Qual. Mondiali 2022                                                    | -                                                                      | 82’                                                                    |
| 12-10-2021                                                             | Serravalle                                                             | San Marino                                                             | 0 – 3                                                                  | Andorra                                                                | Qual. Mondiali 2022                                                    | -                                                                      | 84’                                                                    |
| 25-3-2022                                                              | Andorra la Vella                                                       | Andorra                                                                | 1 – 0                                                                  | Saint Kitts e Nevis                                                    | Amichevole                                                             | -                                                                      | 63’                                                                    |
| 28-3-2022                                                              | Andorra la Vella                                                       | Andorra                                                                | 1 – 0                                                                  | Grenada                                                                | Amichevole                                                             | -                                                                      | 58’                                                                    |
| 3-6-2022                                                               | Riga                                                                   | Lettonia                                                               | 3 – 0                                                                  | Andorra                                                                | UEFA Nations League 2022-2023 - 1º turno                               | -                                                                      | 90’                                                                    |
| 6-6-2022                                                               | Andorra la Vella                                                       | Andorra                                                                | 0 – 0                                                                  | Moldavia                                                               | UEFA Nations League 2022-2023 - 1º turno                               | -                                                                      | 58’                                                                    |
| 14-6-2022                                                              | Chișinău                                                               | Moldavia                                                               | 2 – 1                                                                  | Andorra                                                                | UEFA Nations League 2022-2023 - 1º turno                               | -                                                                      | 25’ 55’                                                                |
| 22-9-2022                                                              | Vaduz                                                                  | Liechtenstein                                                          | 0 – 2                                                                  | Andorra                                                                | UEFA Nations League 2022-2023 - 1º turno                               | -                                                                      | 84’                                                                    |
| 25-9-2022                                                              | Andorra la Vella                                                       | Andorra                                                                | 1 – 1                                                                  | Lettonia                                                               | UEFA Nations League 2022-2023 - 1º turno                               | -                                                                      | 54’                                                                    |
| 16-11-2022                                                             | Malaga                                                                 | Andorra                                                                | 0 – 1                                                                  | Austria                                                                | Amichevole                                                             | -                                                                      | 87’                                                                    |
| 28-3-2023                                                              | Pristina                                                               | Kosovo                                                                 | 1 – 1                                                                  | Andorra                                                                | Qual. Euro 2024                                                        | -                                                                      | 69’                                                                    |
| 15-10-2023                                                             | Bucarest                                                               | Romania                                                                | 4 – 0                                                                  | Andorra                                                                | Qual. Euro 2024                                                        | -                                                                      | 76’                                                                    |
| 18-11-2023                                                             | Budapest                                                               | Bielorussia                                                            | 1 – 0                                                                  | Andorra                                                                | Qual. Euro 2024                                                        | -                                                                      | 90’                                                                    |
| 11-6-2024                                                              | Murcia                                                                 | Irlanda del Nord                                                       | 2 – 0                                                                  | Andorra                                                                | Amichevole                                                             | -                                                                      | 87’                                                                    |
| Totale                                                                 |                                                                        | Presenze                                                               | 68                                                                     |                                                                        | Reti                                                                   | 0                                                                      |                                                                        |

## Palmarès

### Club

#### Competizioni nazionali
- Copa Constitució: 4

UE Santa Coloma: 2012-2013, 2015-2016, 2016-2017
Inter Escaldes: 2020
- Supercopa andorrana: 3

UE Santa Coloma: 2016
Inter Escaldes: 2020, 2021
- Campionato andorrano: 2

Inter Escaldes: 2020-2021, 2021-2022